# Goodtime Boys
Die Goodtime Boys waren eine 2009 gegründete Punk-/Emo-Band aus dem Vereinigten Königreich, bestehend aus Alexander (Gesang), Casey (Schlagzeug), Samuel (E-Gitarre), Lewin Johns (E-Gitarre) und Leigh McAndrew (E-Bass).
Die Gruppe veröffentlichte ihr Debütalbum What’s Left to Let Me Go im Jahr 2012 über Bridge Nine Records. Zuvor erschienen zwei EPs, die Are We Now, Or Have We Ever Been (2011, Tangled Talk Records) und Every Landscape (2012, Bridge Nine Records) heißen. 2013 erschien eine Split-EP mit der US-amerikanischen Emo-Band Self Defense Family über Palm Reader Records. Das zweite Album, das Rain heißt, erschien im Mai 2014.
Die Gruppe tourte mit Landscapes, More Than Life, Caspian und Defeater durch Europa. Am 6. Januar 2015 gab die Gruppe ihre Auflösung bekannt.

## Diskografie

### EPs
- 2011: Are We Now, Or Have We Ever Been (Tangled Talk Records)
- 2012: Every Landscape (Bridge Nine Records)
- 2013: Split-EP mit Self Defense Family (Palm Reader Records)

### Alben
- 2012: What’s Left to Let Me Go (Bridge Nine Records)
- 2014: Rain (Bridge Nine Records)